# Deutsche Studentenpartei
Die Deutsche Studentenpartei (DSP) war eine politische Partei in Deutschland, die am 22. Juni 1967 aus großen öffentlichen Gesprächsrunden in der Kunstakademie Düsseldorf mit Joseph Beuys entstand. Der Name der Partei begründete Beuys damit, dass jeder Mensch Student sei.
Das wesentliche Anliegen der Partei war die Erziehung aller Menschen zur geistigen Mündigkeit. Sie wurde vor allem angesichts der akuten Bedrohung durch den Materialismus, der ideenlosen Politik und der damit verbundenen Stagnation gefordert. Die Deutsche Studentenpartei bekannte sich zum Grundgesetz in seiner „reinen Form“.

## Inhaltliches Profil
Die Deutsche Studentenpartei lehnte eine Einordnung in das traditionelle politische Spektrum „Rechts-Mitte-Links“ oder Mitte-rechts oder Mitte-links ab. Dies erklärte sie für überholt und schädlich.

### Grundsatzprogramm
Im Programm der Deutschen Studentenpartei formulierte Johannes Stüttgen das Ziel und den Zweck der übergeordneten Programmpunkte der Partei. Die Grundlage für alle Programmpunkte war das Grundgesetz zur Durchsetzung der Menschenrechte.
Die Partei verlangte die Verlagerung des Krieges auf den geistigen Sektor, den Einsatz für die Ermöglichung einer Erziehungsarbeit zur geistigen Mündigkeit, die Arbeit für Kooperation und Brüderlichkeit, die Errichtung eines freien, demokratischen, föderativen Rechtsstaats u. a. m. Beuys war bei alledem in erster Linie der allumfassende Zusammenhang von Recht, Wirtschaft, Kultur und täglichem Leben wichtig, den er auch im Rahmen seiner künstlerischen Idee und Theorie immer wieder betonte.
Die Deutsche Studentenpartei, die sich als eine „Antipartei“ oder auch „Metapartei“ definierte, enthielt in ihrem Programm: „DAS ZIEL IST DIE METHODE“ u. a. folgende Punkte:

### Politische Positionen
- grundsätzliche Änderung des Schul- und Hochschulwesens

- Abbau nationalistischer Interessen

- Absolute Waffenlosigkeit

- Keine Notstandsgesetze

- Ein neutrales, geeintes Europa

- Die Überwindung der Blöcke in West und Ost

- Erarbeitung neuer Gesichtspunkte als Fundament für Weltwirtschaft, Weltrecht und Weltkultur

- Die Gleichberechtigung von Mann und Frau

- Die Überwindung der Lohnabhängigkeit

- Die Realisierung einer wirklich christlichen Welt

- Die Entgiftung von Erde, Wasser und Luft

## Geschichte

### Entstehung und Gründung
1967, wenige Tage nach dem Tod des Studenten Benno Ohnesorg, gründete Beuys am 22. Juni die Deutsche Studentenpartei. Im Protokoll der Gründungsversammlung, verfasst von Johannes Stüttgen, hieß es, dass diese unter Vorsitz von Joseph Beuys stattgefunden habe. An der Versammlung nahmen Studenten und Journalisten teil.
Am 23. Juni fand eine „öffentliche Erläuterung“ der Deutschen Studentenpartei durch Joseph Beuys mit etwa 200 Studenten, Journalisten und den AStA-Vorsitzenden auf der Akademiewiese statt. Am 24. Juni trug sich die Deutsche Studentenpartei in das Vereinsregister ein.
Parallel gab sich die DSP den Namen Fluxus Zone West. Schließlich wurde die Deutsche Studentenpartei in die Organisation der Nichtwähler überführt, die seit dem Herbst 1971 Organisation für direkte Demokratie durch Volksabstimmung hieß.